# Joseph Janin (homme politique)
Pour les articles homonymes, voir Janin.
Joseph Janin est un homme politique français né le 23 mai 1864 à Chabons (Isère) et décédé le 20 novembre 1935 au Grand-Lemps (Isère).
Médecin, conseiller général du canton du Grand-Lemps, il est député de l'Isère de 1910 à 1914, inscrit au groupe de la Gauche démocratique.

## Sources
- « Joseph Janin (homme politique) », dans le Dictionnaire des parlementaires français (1889-1940), sous la direction de Jean Jolly, PUF, 1960 [détail de l’édition]